# Фриц Валтер
Фридрих „Фриц” Валтер (Кајзерслаутерн, 31. октобар 1920 — Енкенбах-Алсенборн, 17. јун 2002) био је немачки фудбалер. Играо је на позицијама офанзивног везног и полушпица, а са немачком репрезентацијом је као капитен освојио Светско првенство 1954.

## Клупска каријера
Фриц Валтер је прошао омладинску школу Кајзерслаутерна, и дебитовао за први тим 1938. са 17 година. Његова браћа Отмар и Лудвиг су такође играли у Кајзерслаутерну. Године 1942. је био регрутован у немачку војску. Крај рата дочекује као ратни заробљеник у једном логору у Совјетском Савезу, где једног дана игра фудбал са осталим заробљеницима. У полувремену те утакмице један од мађарских стражара га препознаје, и тако Фриц Валтер бива спашен од одласка у сибирски гулаг.
По повратку из рата наставља да игра за Кајзерслаутерн, од 1945. до 1949. био је и тренер-играч. Са Кајзерслаутерном је 2 пута био првак Немачке: 1951. и 1953. године, док је вицешампион Немачке био 3 пута: 1948, 1955. и 1956. године.

## Репрезентативна каријера
Фриц Валтер је дебитовао за репрезентацију Немачке 14. јула 1940. против репрезентације Румуније, и на том мечу постигао 3 гола. Након Другог светског рата репрезентација Немачке није могла да учествује на Светском првенству 1950, а Фриц Валтер се вратио у репрезентацију 1951. године и постао капитен репрезентације. Немачка се квалификовала на Светско првенство 1954. где се у групној фази састала са Мађарском, која их је убедљиво савладала са 8:3. Немачка је прошла групну фазу након победе над Турском, а затим је у четвртфиналу и полуфиналу побеђивала Југославију и Аустрије, и тако стигла до финала. У финалу Немачка се поново састала са Мађарском. Тог дана је у Берну, где се одигравала утакмица, падала киша. Такви услови за игру су одговарали Фрицу Валтеру, за разлику од топлих временских прилика када је пружао слабије партије јер је током Другом светског рата боловао од маларије, па је због тога кишовито време названо Фриц-Валтер-време. Након само 8 минута утакмице Мађарска је водила 2:0, и чинило се да ће се поновити дебакл из утакмице у групној фази. Међутим, Немачка је убрзо изједначила на 2:2, а у 84. минуту утакмице постигла гол за 3:2, велики преокрет и победу Немачке. Тако је Фриц Валтер као капитен предводио Немачку до прве титуле светског првака. Заједно са Фрицом ту титулу светског првака освојио је и његов брат Отмар Валтер.
Немачка је учествовала и на следећем Светском првенству 1958, али овога пута Фриц Валтер није био капитен екипе. Немачка је завршила као четврта на том првенству, а Фриц Валтер се повукао из репрезентације након њега.

## Трофеји
Кајзерслаутерн
- Првенство Немачке: 1950/51, 1952/53

Западна Немачка
- Светско првенство: 1954

Индивидуални
- Фифин орден за заслуге: 1994[4]
- Део тима Светског првенства: 1954[5]
- Златни играч Немачке по избору УЕФЕ: 2003